# 伊藤国光
伊藤 国光（いとう くにみつ、1955年1月6日 - ）は、長野県伊那市西箕輪出身の元陸上競技（長距離・マラソン）選手。JFEスチール競走部前監督。

## 略歴
長野県上伊那農業高等学校時代は全国高等学校駅伝競走大会で3年連続して1区（10km）に出場。3年生時の1972年には区間賞を獲得した。高校卒業後、カネボウ陸上競技部に進む。
カネボウ時代は10000mの日本新記録、マラソン、30kmロードレース、20000m、10マイルロードレースの日本最高記録を記録した。日本が不参加だった幻の1980年モスクワオリンピック10000m日本代表。1981年の第4回アジア陸上競技選手権大会では10000mで優勝している。
選手としてのピークが瀬古利彦や宗茂・宗猛らの全盛期に重なり、当時はマラソンでは世界でも希少なサブ10（2時間10分以内）ランナーながら、一度もマラソン五輪代表に選ばれることはなかった。マラソンでは24回出場しながらついに一度も優勝できず、自己ベストの1986年の北京国際マラソンでも2時間07分57秒で日本最高記録を更新したが、この時も児玉泰介に次いでの2位だった。トラック、ロードの実力と相まって「伊藤のマラソン未勝利」は「世界マラソン界の七不思議」とまで言われた。ラストレースとなった1991年のボストンマラソンの際には、選手紹介に「おそらく、いまだ勝っていない選手の中では世界最高のランナー」と記されていた。
伊藤がマラソンで勝てなかったのは、レース中に苦しくなると首を振る癖があったためといわれる。その独特な走り方で人気を博したこともあるが、ライバルから見るとその仕草が伊藤のデットポイントと見極めることができ、故に勝負に弱かったという見方がある。また、早めにスパートをかける癖があり、その結果、終盤に力尽きて逆転されることが多かった。伊藤自身は、小学生の時に見た1964年東京オリンピックのマラソンで独走したアベベ・ビキラに憧れがあり、ゴールまで全速力で走るスタイルを取ったため、勝負所の30キロ過ぎでも飛ばしてしまったのだという。
1991年のボストンマラソンで8位となった直後に第一線からの引退を表明した。この中で、自身がマラソン未勝利だったことについて「勝てなかったことは、あまり考えない。それより、自分のベストとして2時間7分台で走れたことを誇りに思う」と述べている。
現役引退後、カネボウ監督として、2000年シドニーオリンピック10000m7位入賞・元マラソン日本記録保持者の高岡寿成（2009年引退）、世界陸上選手権代表の服部孝宏、入船敏らを指導。駅伝では、1996年1月1日の第40回全日本実業団対抗駅伝競走大会において、旭化成の7連覇を阻み、18大会ぶり4度目の優勝に導いた。2011年10月、カネボウ総監督を退任。
2012年4月より、専修大学陸上競技部監督に就任したが、2016年12月5日付で退任。
2018年2月より、JFEスチール競走部（広島県福山市）の監督に就任。2023年1月31日付けで退任
郷里の伊那市では、地元で開催される「長野県高校新人駅伝競走大会」（春の高校伊那駅伝）において、最優秀選手（男女各1名）に対し、1997年以降「伊藤国光杯」が贈呈されている。

## マラソン成績
- 自己最高記録…2時間07分57秒（1986年10月）

| 年月    | 大会名                   | タイム      | 順位   | 備考         |
| ------- | ------------------------ | ----------- | ------ | ------------ |
| 1977.04 | 毎日マラソン             | 2：31：05   | 10位   |              |
| 1976.12 | 福岡国際マラソン         | 2：21：05   | 12位   |              |
| 1977.04 | 毎日マラソン             | 2：18：57   | 3位    |              |
| 1978.02 | 別府大分毎日マラソン     | 2：13：25   | 3位    |              |
| 1978.07 | ミルトンケーネスマラソン | 2：20：47   | 3位    |              |
| 1978.12 | 福岡国際マラソン         | 2：14：13   | 11位   |              |
| 1979.04 | 毎日マラソン             | 2：15：08   | 5位    |              |
| 1979.07 | プレ・オリンピック       | 2：13：53   | 8位    |              |
| 1979.12 | 福岡国際マラソン         | 2：12：08   | 8位    |              |
| 1980.12 | 福岡国際マラソン         | 2：10：05   | 3位    |              |
| 1981.12 | 福岡国際マラソン         | 2：09：37   | 2位    |              |
| 1982.03 | シチズンマラソン         | 2：16：06   | 9位    |              |
| 1982.12 | 福岡国際マラソン         | 2：11：45   | 4位    |              |
| 1983.12 | 福岡国際マラソン         | 2：09：35   | 6位    |              |
| 1984.10 | 北京国際マラソン         | 2：12：20   | 2位    |              |
| 1984.12 | 福岡国際マラソン         | 2：12：04   | 5位    |              |
| 1985.04 | ワールドカップマラソン   | 2：19：14   | 77位   |              |
| 1986.10 | 北京国際マラソン         | 2：07：57   | 2位    | 自己最高記録 |
| 1987.12 | 福岡国際マラソン         | 2：14：52   | 17位   |              |
| 1988.04 | ロッテルダムマラソン     | ----------- | (棄権) |              |
| 1988.12 | 福岡国際マラソン         | 2：16：47   | 20位   |              |
| 1989.04 | ボストンマラソン         | 2：16：19   | 8位    |              |